# Opéra d'État de Vienne
 (mars 2023).
Si vous disposez d'ouvrages ou d'articles de référence ou si vous connaissez des sites web de qualité traitant du thème abordé ici, merci de compléter l'article en donnant les références utiles à sa vérifiabilité et en les liant à la section « Notes et références ».
L'opéra d'État de Vienne (en allemand : Wiener Staatsoper) est une compagnie publique d’opéra et de ballet située à Vienne. C'est l’un des plus prestigieux opéras du monde, et l’une des toutes premières institutions culturelles de la capitale autrichienne. C'est aussi le nom du bâtiment inauguré en 1869 qui abrite cette compagnie

## Histoire

### Origines
La capitale de l’empire des Habsbourg, au croisement des mondes germanique, italien et slave, a très tôt été un centre européen de la musique : le premier opéra de l’histoire de la ville est donné en 1625 à la Hofburg ; l’Autriche développe au XVIIIe siècle une très riche tradition musicale. La Cour est le lieu de productions de spectacles dramatiques, lyriques et chorégraphiques de prestige, à la Hofburg même ou bien au Theater am Kärntnertor, une salle aux dimensions réduites qui s’étend bientôt aux bâtiments adjacents.
L’Opéra, en tant qu’institution, naît en 1810, avec la séparation des répertoires entre le Hofburgtheater, chargé du théâtre, et le k. k. Hof-Operntheater (Théâtre d’opéra de la cour impériale et royale), chargé de l’opéra et de la danse.

### Installation sur le Ring

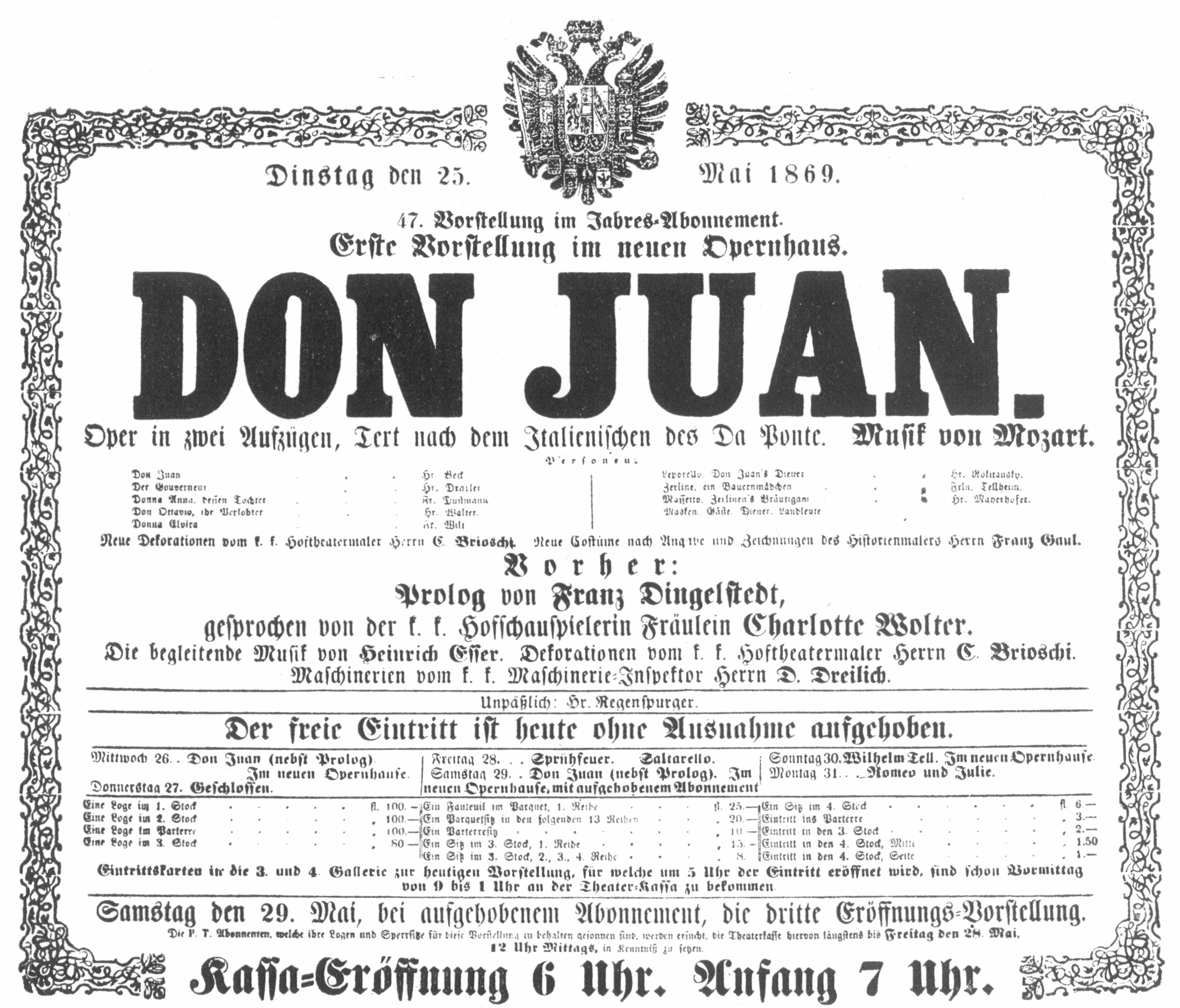
Présentation de Don Juan lors de l'ouverture de l'opéra le 25 mai 1869.

L’Opéra fut le premier des grands projets du Ring, et fut construit de 1861 à 1869. Les architectes, August Sicard von Sicardsburg et Eduard van der Nüll, le conçurent dans un style néorenaissance qui subit de violentes critiques. Il est vrai que la proximité du Heinrichshof, un hôtel, nuisait à son caractère monumental, et que le niveau de la rue devant lui avait été relevé d'un mètre après la construction ; il fut qualifié de « Sadowa de l’architecture ». Van der Nüll se suicida, et Sicardsburg mourut d’un infarctus dix semaines plus tard, ce qui empêcha les deux architectes de voir leur ouvrage achevé.
Voir aussi la section Bâtiment.
Le nouvel opéra fut inauguré le 25 mai 1869 par une représentation du Don Giovanni de Wolfgang Amadeus Mozart (en allemand), peu de temps après la perte des provinces autrichiennes d'Italie du Nord.
Lors de l'exposition universelle de 1873 qui se déroule à Vienne, le théâtre rend célèbre l'enfant prodige Clotilde Cerdà i Bosch qui y fait ses débuts tant que soliste à l'âge de onze ans, félicitée par la reine d'Espagne Isabelle II et par Victor Hugo qui lui donne son nom de scène d'Esmeralda Cervantes, en hommage à l'héroïne du roman Notre-Dame-de-Paris.
Après une saison dans les deux salles, le Theater am Kärntnertor est détruit[réf. nécessaire]. L’institution sera appelée jusqu’en 1920 Kaiserlich-königliche Hofoper (Opéra de la cour impériale et royale, en abrégé k. k. Hofoper).

### La décennie de Mahler

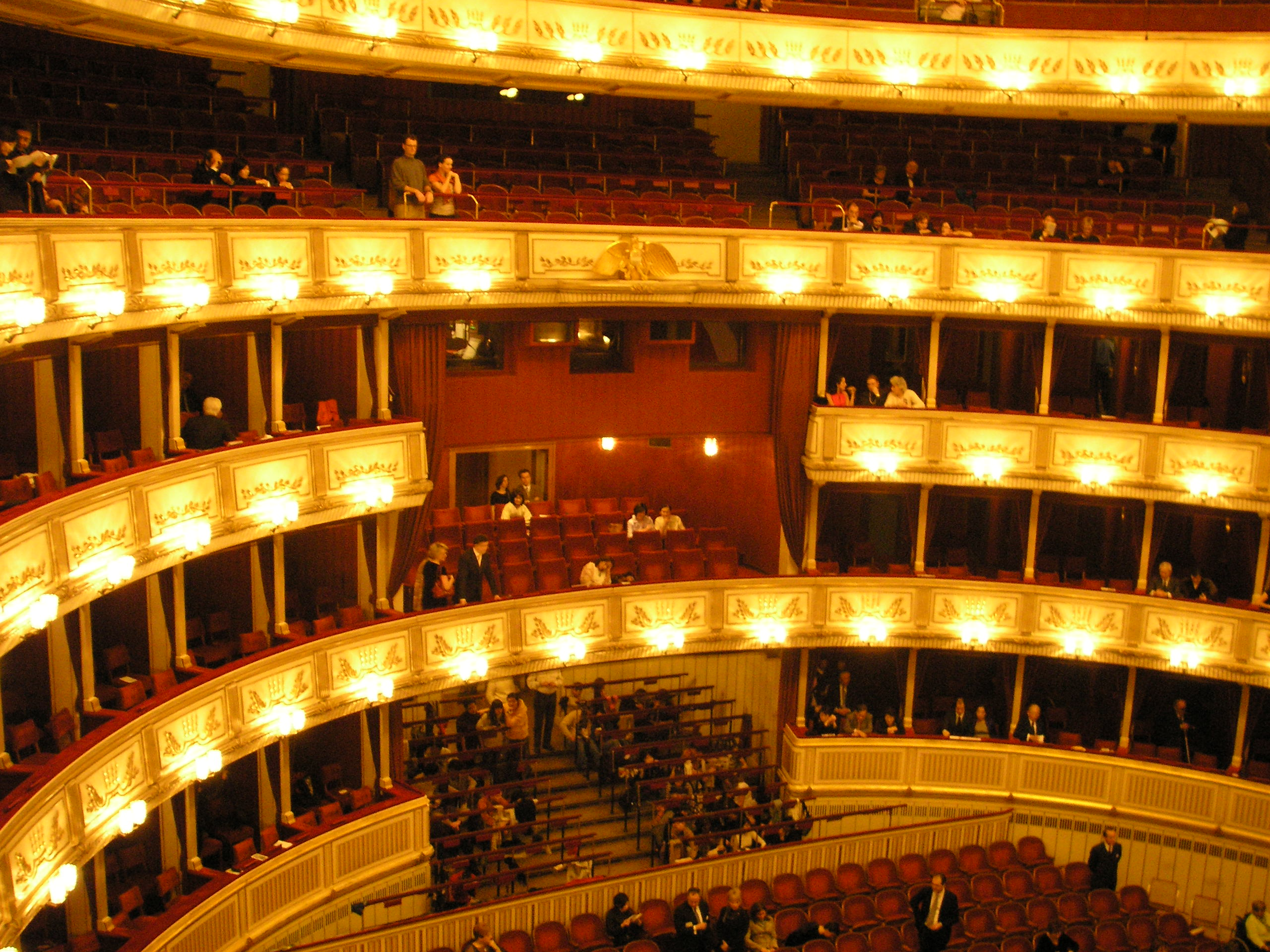
Les loges de faces ; au centre l’ancienne loge impériale, en dessous les places debout.

Gustav Mahler favorisa l'émergence d’une nouvelle génération de chanteurs, avec notamment Anna Bahr-Mildenburg, Selma Kurz, Marie Gutheil-Schoder ou Leo Slezak.
Il recruta également un nouveau décorateur, Alfred Roller, qui tourna le dos au style naturaliste et historiciste alors en vigueur pour créer des décors marqués par l’art nouveau.
Mahler favorisa la concentration sur l’œuvre en faisant baisser les lumières de la salle pendant la représentation, une innovation qui fut violemment critiquée mais maintenue par ses successeurs.

### Des années 1910 aux années 1930
En 1920, l'Opéra prend son nom actuel, l'Autriche étant devenue une république.

### La période nationale-socialiste
Le 12 mars 1945, un incendie ravage le bâtiment lors d’un bombardement américain ; la salle et la scène sont détruites, mais la façade, murée par précaution, reste intacte.
Les représentations reprirent dès le 1er mai au Theater an der Wien, alors inoccupé depuis longtemps.

### L’après-guerre
Les formations de l’Opéra sont temporairement accueillies par le Theater an der Wien et le Volksoper.
En 1945, le chef d’orchestre Josef Krips fonda le Wiener Mozart-Ensemble, qui sous sa direction gagna une réputation mondiale en matière vocale et dramatique. Il comptait notamment dans ses rangs Erich Kunz, Elisabeth Schwarzkopf, et Wilma Lipp. S’éloignant de la tradition d’interprétation mozartienne avec grand orchestre, héritée du romantisme, Krips aida l’ensemble à développer un son léger et transparent proche de la musique de chambre et que l’on tiendrait plus tard pour typiquement viennois. Krips, qui commença là sa carrière mondiale, fut jusqu’à sa mort l’un des grands artistes de la compagnie viennoise.
Dès 1947, l’ensemble donne Don Giovanni à la Royal Opera House de Londres ; le rôle d’Ottavio était tenu par Richard Tauber, qui avait fui le nazisme et dut, trois mois avant sa mort, pour accomplir son rêve de chanter une dernière fois Mozart avec la troupe de Vienne, se produire avec un seul poumon.
Mais si l’Opéra avait reconstruit sa troupe, il était toujours en résidence dans une salle temporaire. La question s’est posée de reconstruire l’Opéra à l’identique ou bien de le raser et de construire une nouvelle salle, sur le Ring ou ailleurs. En 1946, le Chancelier Leopold Figl, notamment conseillé par le ministre de la Reconstruction Udo Illig, décide de l’ouverture d’un concours d’architectes. Le concours est remporté par Erich Boltenstern, avec un projet de reconstruction de la salle avec cependant une modernisation de la décoration dans le style de l’époque. Parmi les projets concurrents, Wilhelm Holzbauer avait notamment proposé un réarrangement de l’espace avec avancement de la scène et galerie supérieure faisant le tour de la salle, avec places aveugles.
Voir aussi la section Bâtiment.
La reconstruction, en une période de difficulté économique, est en partie financée par des dons privés, ainsi que par une collaboration avec l’Union soviétique qui fournit des matériaux.
Le 5 novembre 1955, quelques jours après la proclamation de la neutralité autrichienne, l’Opéra rouvre avec une représentation de Fidelio de Beethoven dirigée par Karl Böhm, devant un parterre de personnalités autrichiennes et étrangères où comptait notamment le secrétaire d’État américain John Foster Dulles. L’ÖRF réalisa à cette occasion sa première retransmission en direct, alors qu’il n’y avait que huit cents postes de télévision dans le pays.

### L’ère Karajan
Karajan inaugure ce que Christa Ludwig appellera « un nouveau style » de direction. Il amène avec lui un certain nombre de modifications, anecdotiques ou non : c’est lui qui décide de généraliser les productions d’opéras dans la langue d’origine, lui également qui inaugure des coproductions avec d’autres maisons, comme la Scala de Milan. De nombreux conflits sociaux éclatent sous son mandat ; certains sont dirigés contre lui, et d’autres le voient se ranger du côté des grévistes…
Le mandat de Karajan – qui s’achève en 1964 par une codirection ratée avec Egon Hilbert, qu’il détestait – reste dans l’histoire de l’opéra de Vienne comme le plus glorieux depuis celui de Gustav Mahler. Mais Karajan en paiera le prix ; estimant désormais impossible de maintenir une exigence de qualité tous les jours de l’année dans une maison d’opéra traditionnelle, il fondera, trois ans après son départ, le festival de Pâques de Salzbourg.

### Aujourd'hui
En septembre 2002, le chef japonais Seiji Ozawa devient directeur musical de l'Opéra. Il avait dirigé le 1er janvier de la même année le Concert du nouvel an de l’Orchestre philharmonique. À l'occasion des 140 ans de l'opéra, un écran haute définition de 50 m2 est installé en face du bâtiment pour permettre la retransmission de l'intérieur vers l'extérieur. C'est le premier opéra du monde à proposer une innovation d'un tel genre. L'écran permettra, pour la saison 2009, la diffusion de plus d'une soixantaine d'œuvres.
À l'issue de la saison 2010-2011, première saison dirigée par le Français Dominique Meyer, le théâtre a réalisé le meilleur taux de remplissage depuis sa création.[réf. souhaitée]

## Statut
L’Opéra est une SARL (société à responsabilité limitée), appelée la « Wiener Staatsoper GmbH », filiale du Théâtre fédéral autrichien (le « Bundestheater »).

### Directeurs

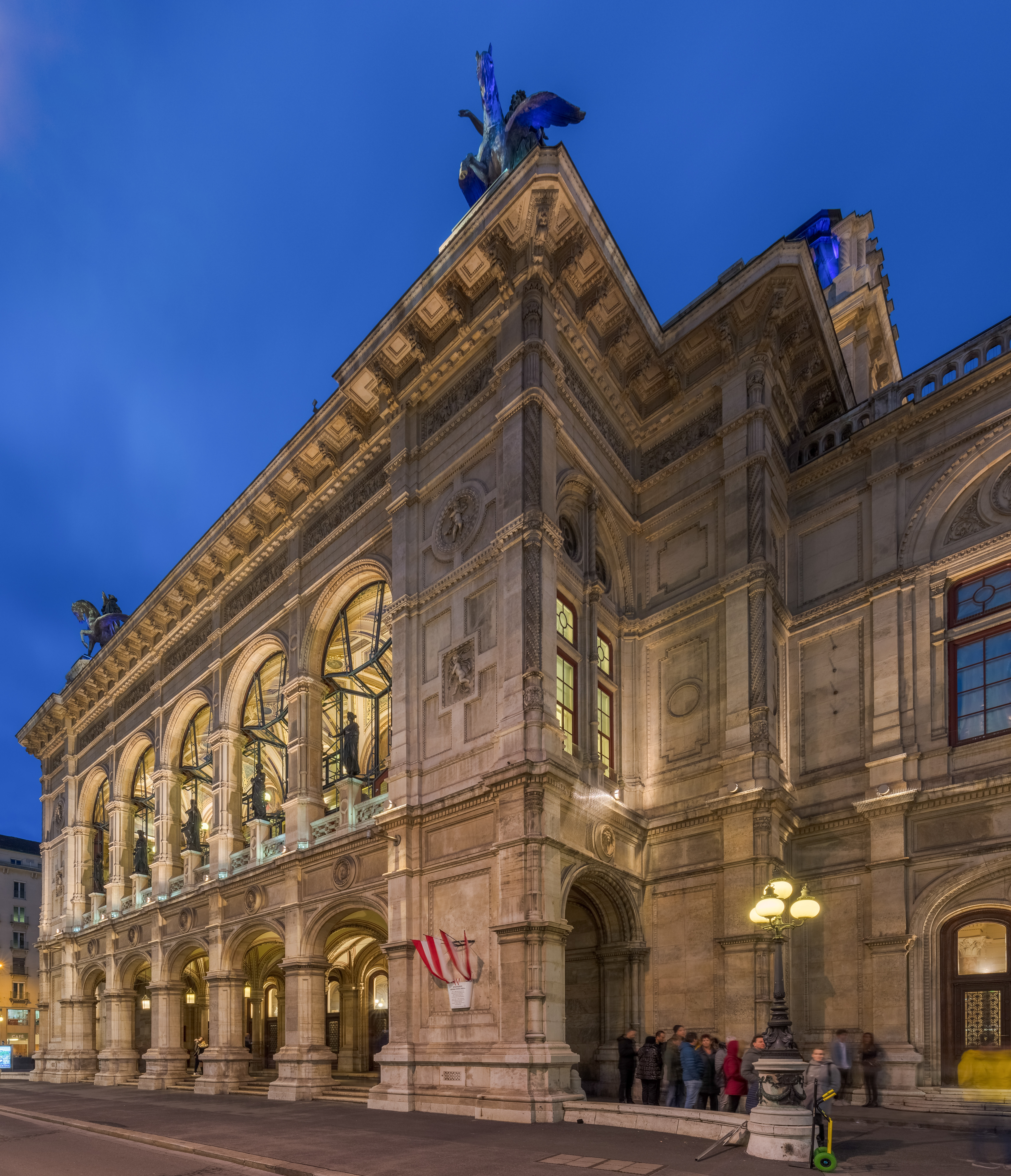
L'opéra d'État de Vienne de nuit.

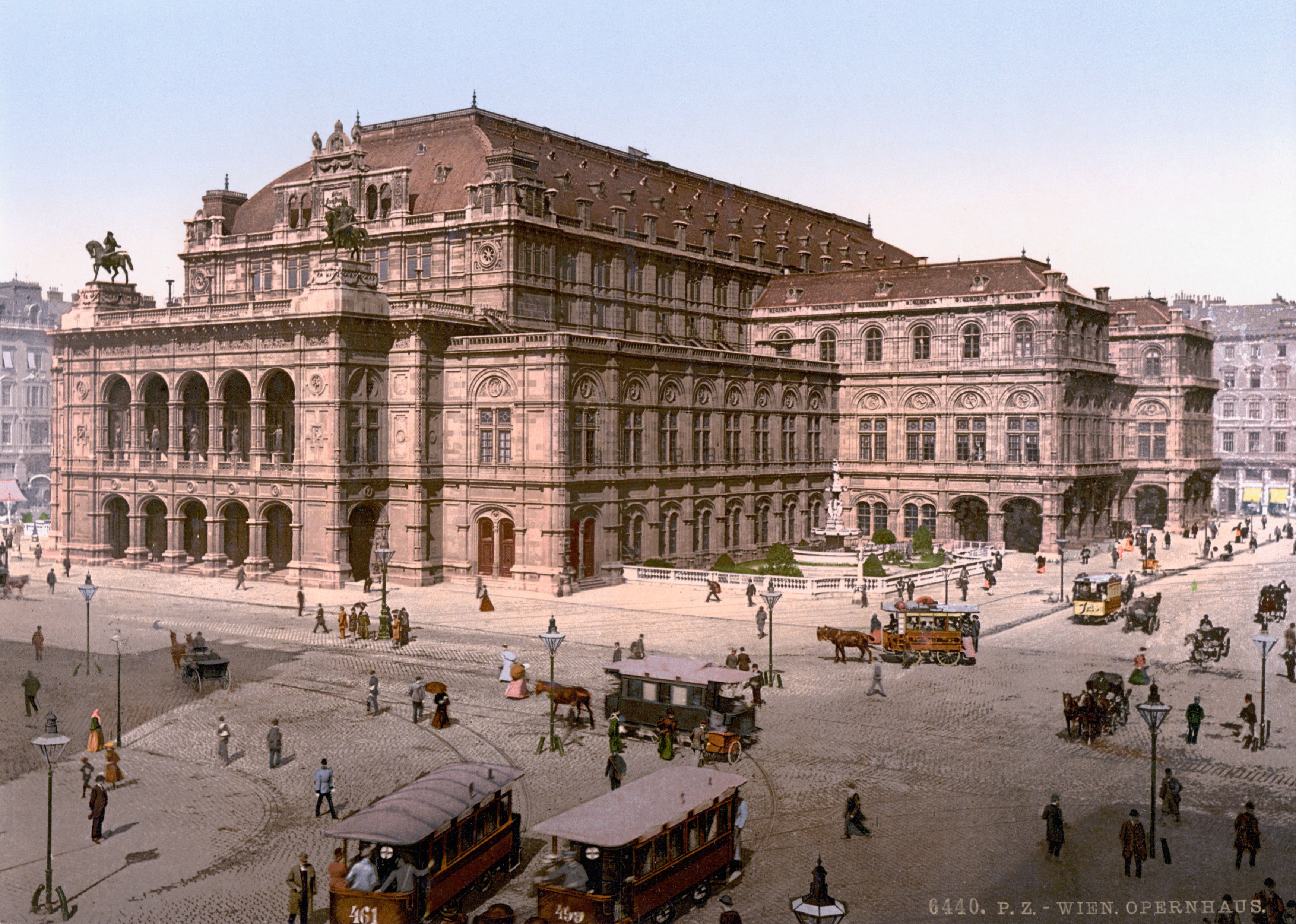
Le bâtiment du Wiener Staatsoper dans les années 1890.

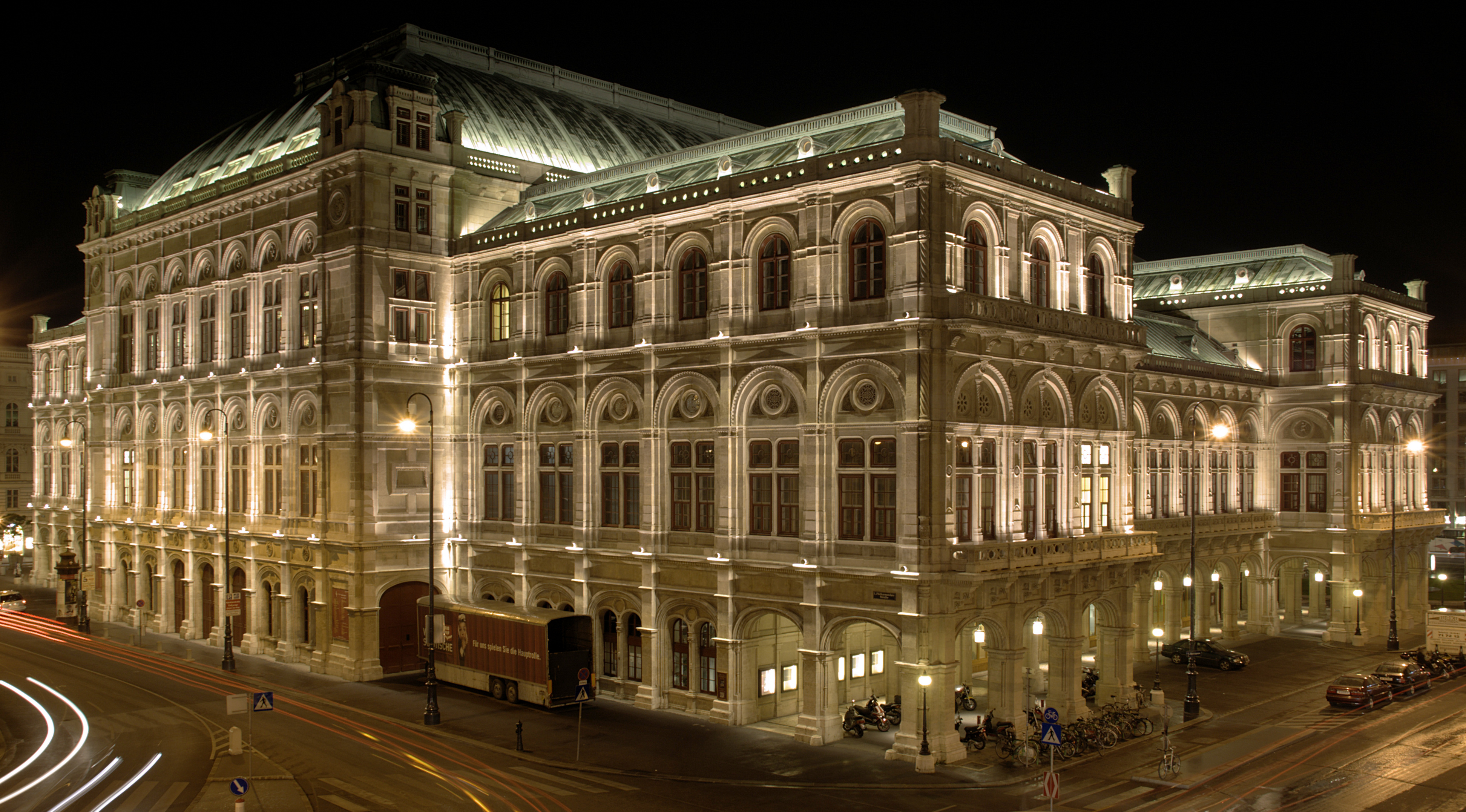
Le bâtiment du Wiener Staatsoper en 2007.

La succession des directeurs est une longue liste de cabales et de claquages de portes :
- 1867–1870 : Franz von Dingelstedt
- 1870–1875 : Johann von Herbeck
- 1875–1880 : Franz von Jauner
- 1881–1897 : Wilhelm Jahn
- 1897–1907 : Gustav Mahler
- 1908–1911 : Felix Weingartner
- 1911–1918 : Hans Gregor
- 1919–1924 : Richard Strauss et Franz Schalk
- 1924–1929 : Franz Schalk seul
- 1929–1934 : Clemens Krauss
- 1935–1936 : Felix Weingartner
- 1936–1940 : Erwin Kerber
- 1940–1941 : Heinrich Karl Strohm
- 1941–1942 : Lothar Müthel
- 1943–1945 : Karl Böhm
- 1945–1954 : Franz Salmhofer
- 1954–1956 : Karl Böhm
- 1957–1964 : Herbert von Karajan
- 1964–1968 : Egon Hilbert
- 1968–1972 : Heinrich Reif-Gintl
- 1972–1976 : Rudolf Gamsjäger
- 1976–1982 : Egon Seefehlner
- 1982–1984 : Lorin Maazel
- 1984–1986 : Egon Seefehlner
- 1986–1991 : Claus Helmut Drese, avec Claudio Abbado comme directeur musical
- 1991–1992 : Eberhard Waechter
- 1992–2010 : Ioan Holender, avec Seiji Ozawa comme directeur musical à partir de 2002
- Depuis 2010 : Dominique Meyer, avec Franz Welser-Möst comme directeur musical (2010-2014)

## Formations

### Orchestre
L’Orchestre de l’Opéra (Wiener Staatsopernorchester) est très lié à l'Orchestre philharmonique de Vienne (Wiener Philharmoniker) : les Philharmoniker forment une association indépendante, mais ne recrutent que parmi les musiciens membres de l’Orchestre de l’Opéra depuis plus de trois ans. Ceci garantit à l’association, qui ne reçoit pas de subvention, son indépendance financière, car ses musiciens reçoivent déjà un salaire à l’Opéra.
C’est l’Orchestre de l'Opéra, et non l’Orchestre philharmonique, qui se produit à l'Opéra ; en revanche, c’est l’Orchestre philharmonique qui se produit au Festival de Salzbourg et réalise des enregistrements en studio.
Il compte parmi ses anciens premiers violons Arnold Rosé, Wolfgang Schneiderhan et Willi Boskovsky.

### Chœur
Le Chœur de l’Opéra (Wiener Staatsopernchor) participe à des enregistrements et à d’autres manifestations musicales, en premier lieu le Festival de Salzbourg, sous le nom de Konzertvereinigung Wiener Staatsopernchor (Association de concert du Chœur de l’Opéra d’État de Vienne).

## Bâtiment

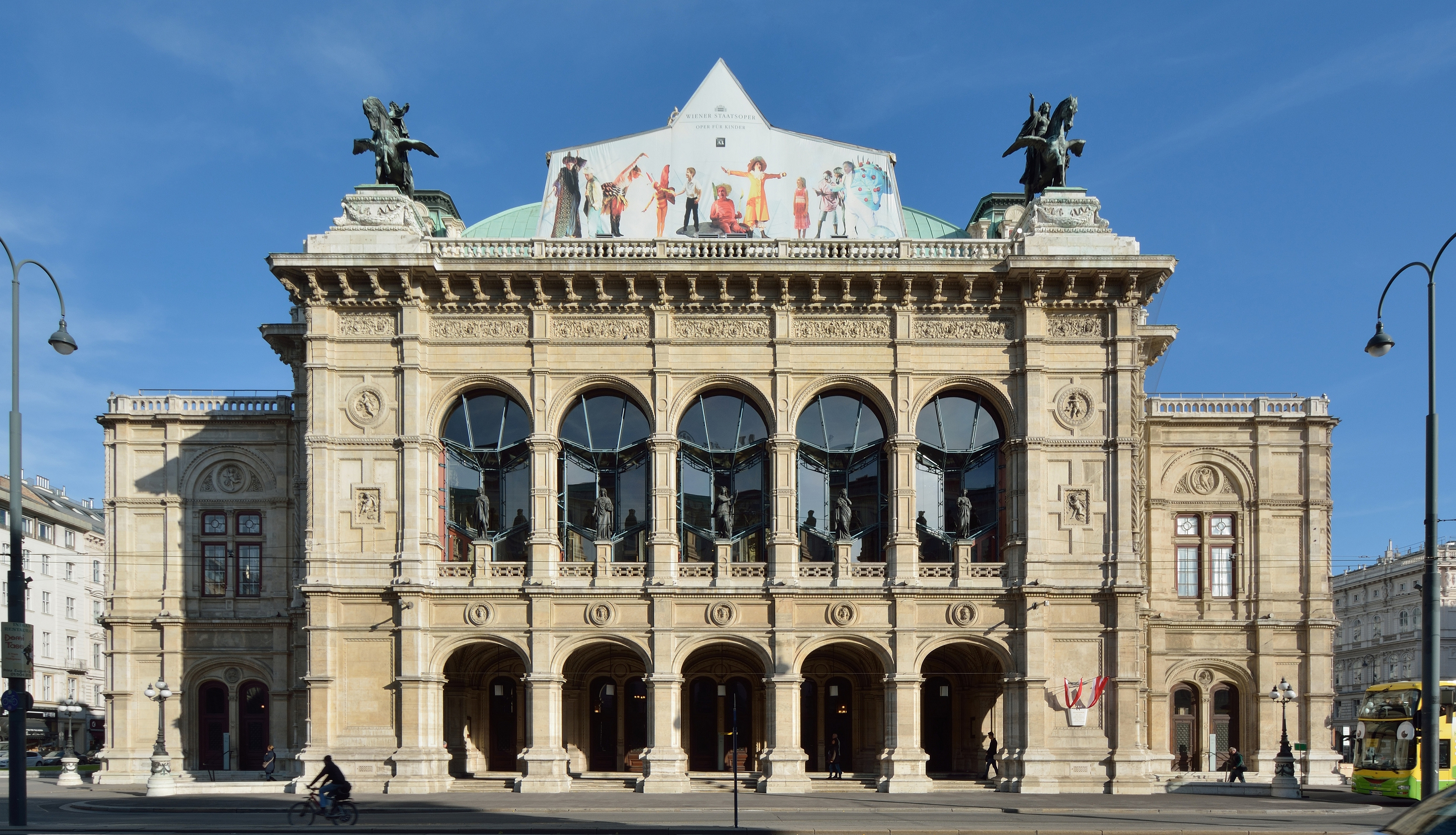
La façade de l'Opéra d'État depuis le Ring.

L’Opéra est l’un des bâtiments les plus connus de Vienne, où il est appelé la erste Haus am Ring (« première maison du Ring »). Le bâtiment d’origine de August Sicard von Sicardsburg et Eduard van der Nüll, construit dans le style néoromantique et sévèrement critiqué lors de sa construction, fut inauguré le 25 mai 1869. Il s’appuie sur les styles du passé, notamment de la Renaissance pour les arcs de la façade.
Pendant la Seconde Guerre mondiale, le 12 mars 1945, la scène fut détruite par un bombardement allié et le bâtiment ravagé par un incendie, à l’exception du foyer, du grand escalier, du vestibule et du salon de thé. La quasi-totalité des décors, des accessoires de plus de cent vingt opéras et de plus de cent cinquante mille costumes fut détruite.
L’Opéra fut reconstruit après la guerre par Erich Boltenstern. Sur le conseil d’Arturo Toscanini, il employa beaucoup de bois afin d’améliorer l’acoustique. Le nombre de places au parterre fut réduit et la cloison autour du quatrième balcon supprimée, la capacité de la nouvelle salle étant de deux mille deux cents places. La façade, l’entrée et le foyer décoré par Moritz von Schwind, épargnés par l’incendie, furent restaurés et gardèrent leur style premier.

## Fonctionnement
L’Opéra fonctionne selon le système dit du répertoire : il entretient des ensembles permanents, à traitement fixe, connaissant un certain nombre de productions déjà rodées, qu’il fait se succéder à l’affiche. Ceci lui permet de programmer lors de sa saison une cinquantaine d’opéras et une vingtaine de ballets, tous les soirs du 1er septembre au 30 juin, sauf le 24 décembre et le Vendredi saint : plus d’une dizaine de spectacles peuvent se succéder à l’affiche en deux semaines. Cette méthode, bien qu’elle offre une grande variété au public et lui permette de se former, est cependant susceptible de nuire à la qualité des spectacles, peu préparés et donnés dans une certaine routine.

### Le Bal de l’Opéra
Le Bal de l’Opéra (Opernball), le plus prestigieux de la saison des bals, a lieu chaque hiver le jeudi précédant le mercredi des cendres. Il se tient dans la salle des spectacles, le parterre étant rehaussé jusqu’au niveau de la scène pour servir de piste de danse. L’événement rassemble des personnalités de la haute société, du monde des affaires et de la politique.
Depuis quelques années, des mouvements d’extrême-gauche organisent une Opernballdemo (« manif du Bal de l’Opéra ») le même soir sur le Ring, afin de protester contre les valeurs incarnées par certains visiteurs richissimes du bal ; elles ont parfois donné lieu à des violences. L’écrivain Josef Haslinger, dans son roman Opernball (1995), a pour sa part imaginé le massacre de l’élite du pays par un attentat commis par des néo-Nazis

## Galerie de photographies

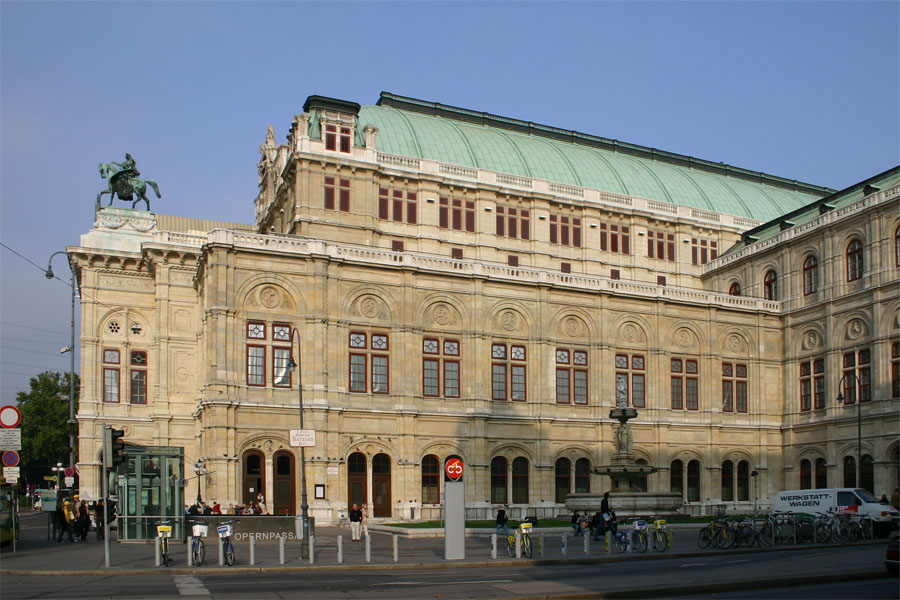
Vue latérale du bâtiment.
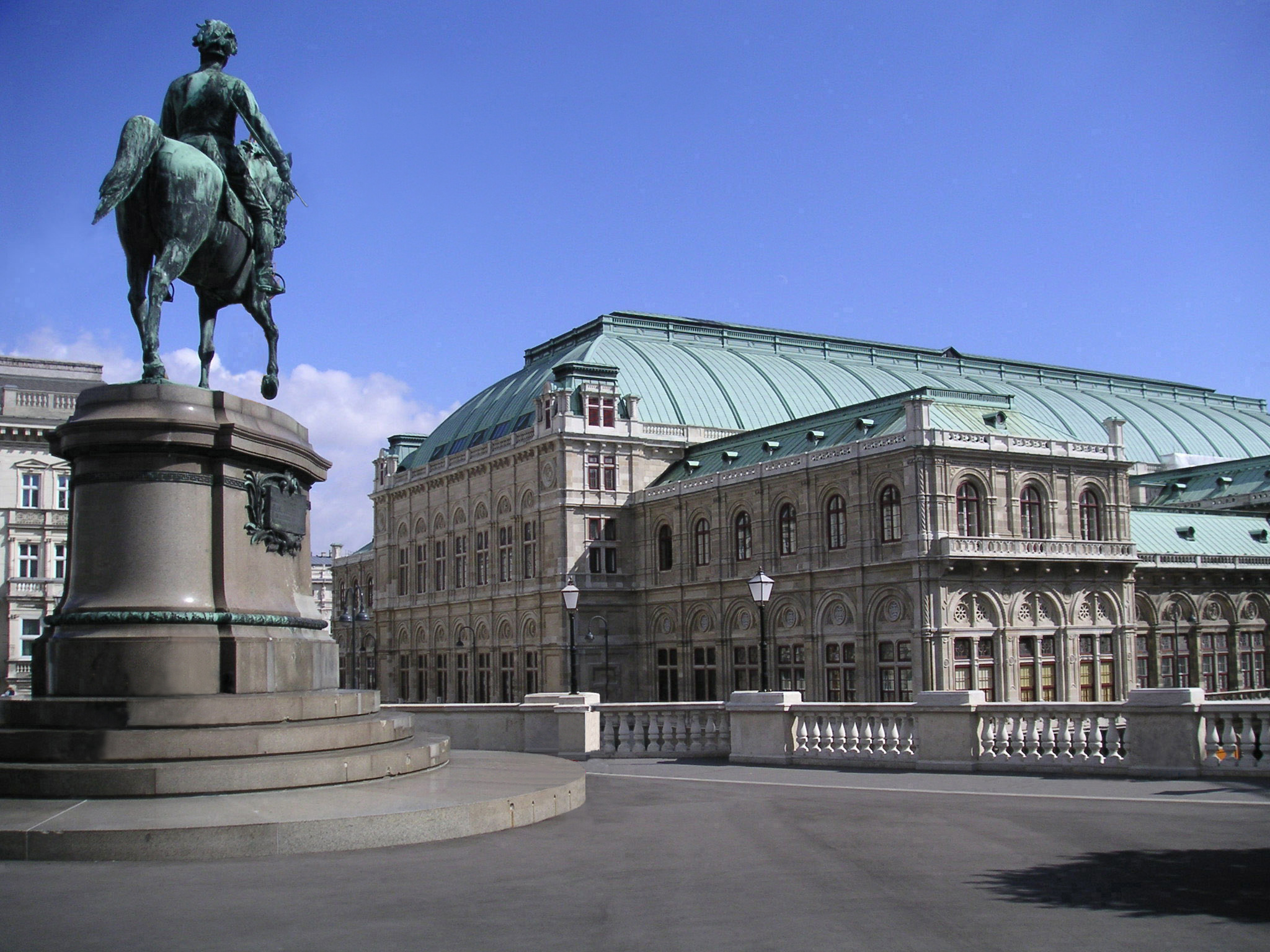
Vue depuis la terrasse de l’Albertina.
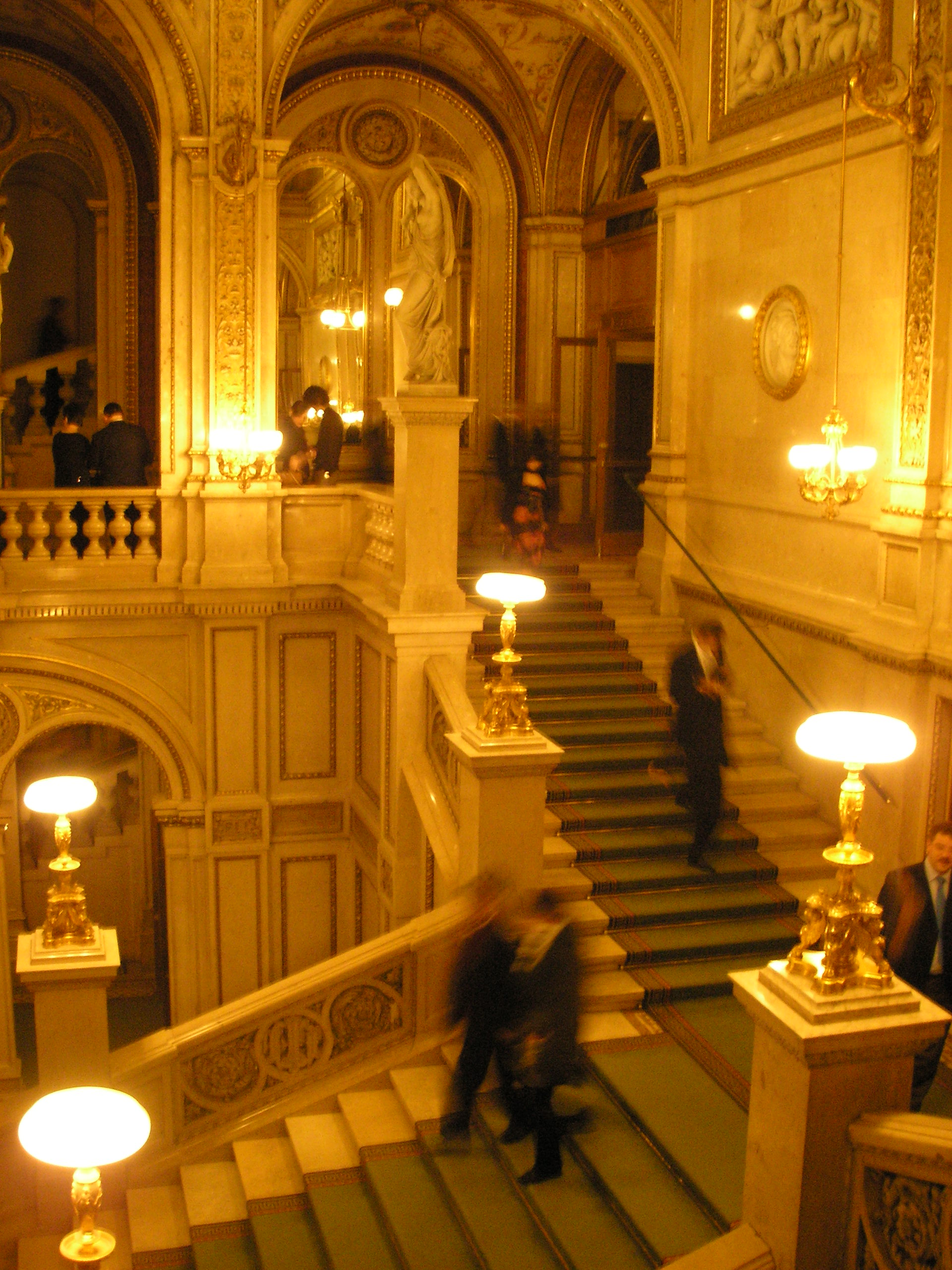
Le grand escalier.
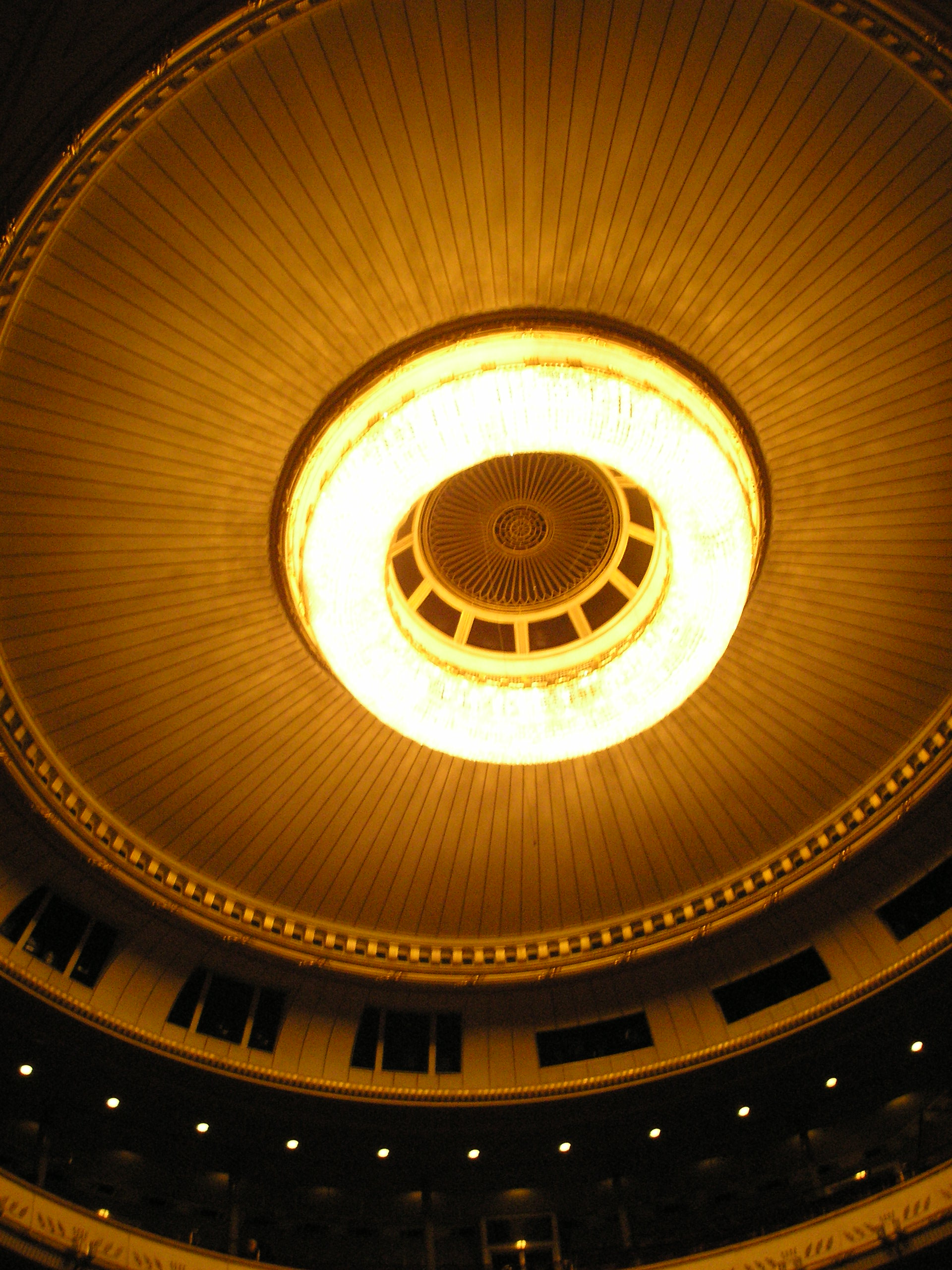
Le plafond de la salle des spectacles.
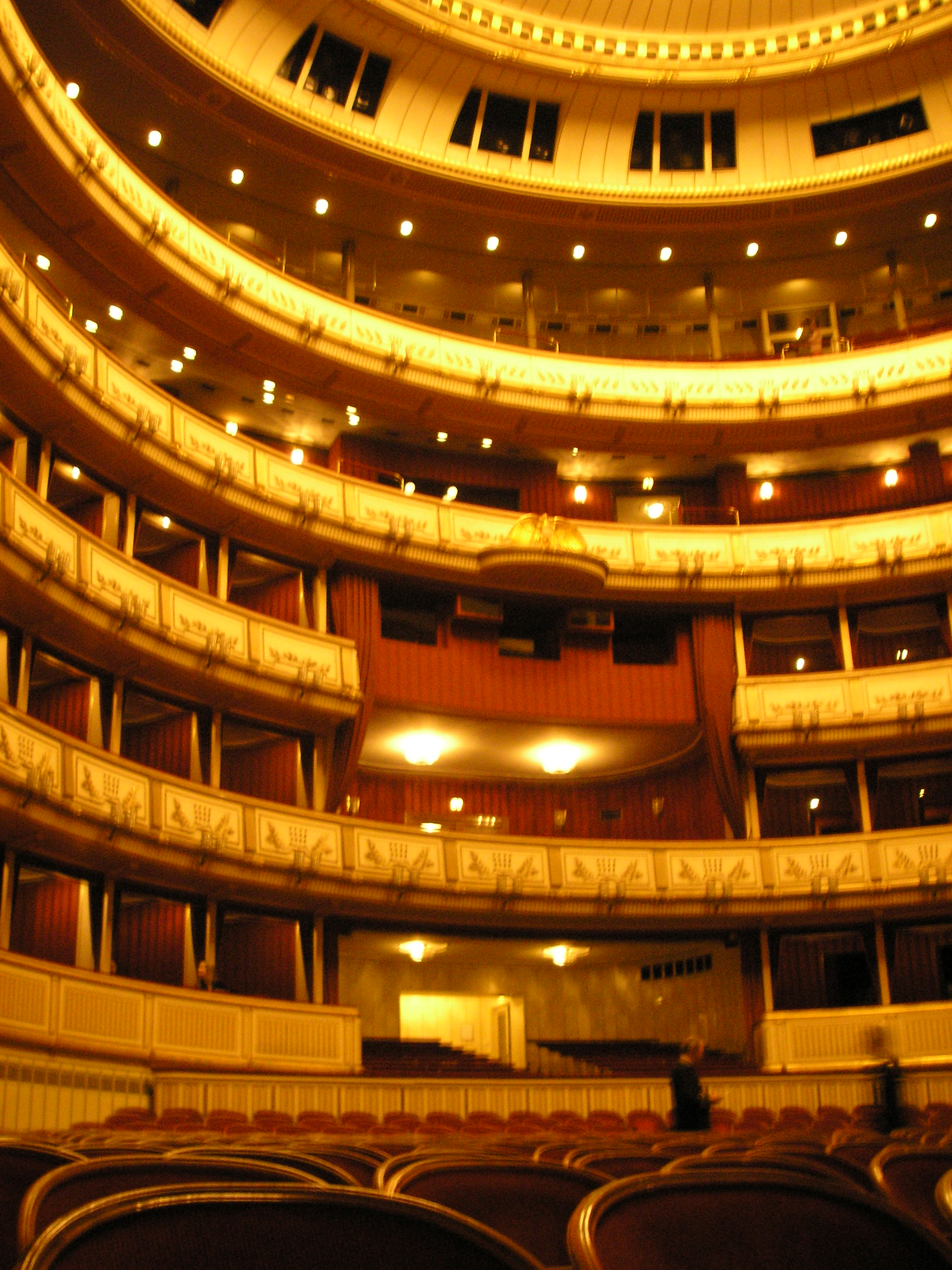
Les loges de face depuis le parterre.
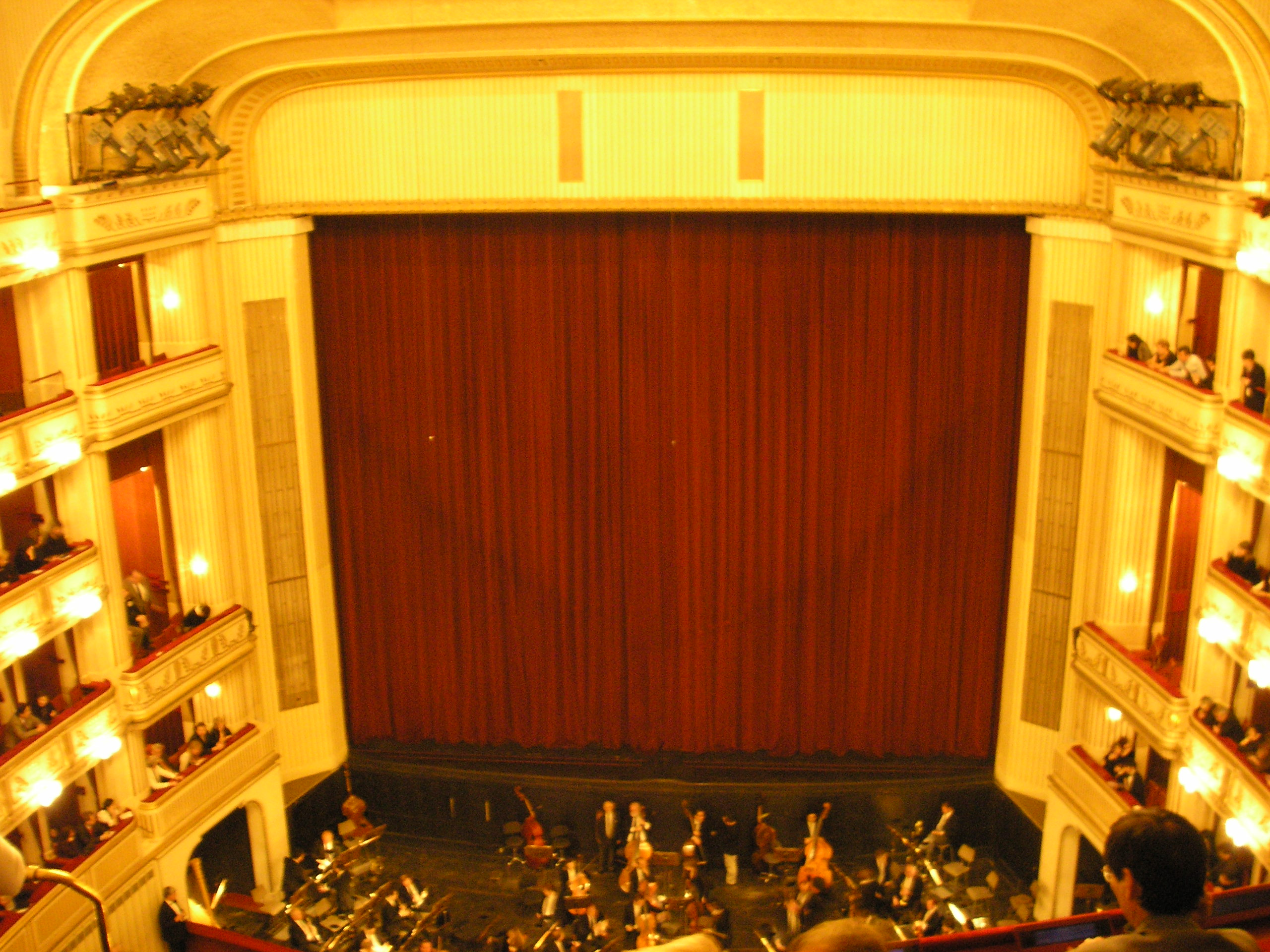
La scène et la fosse, vues depuis le balcon.
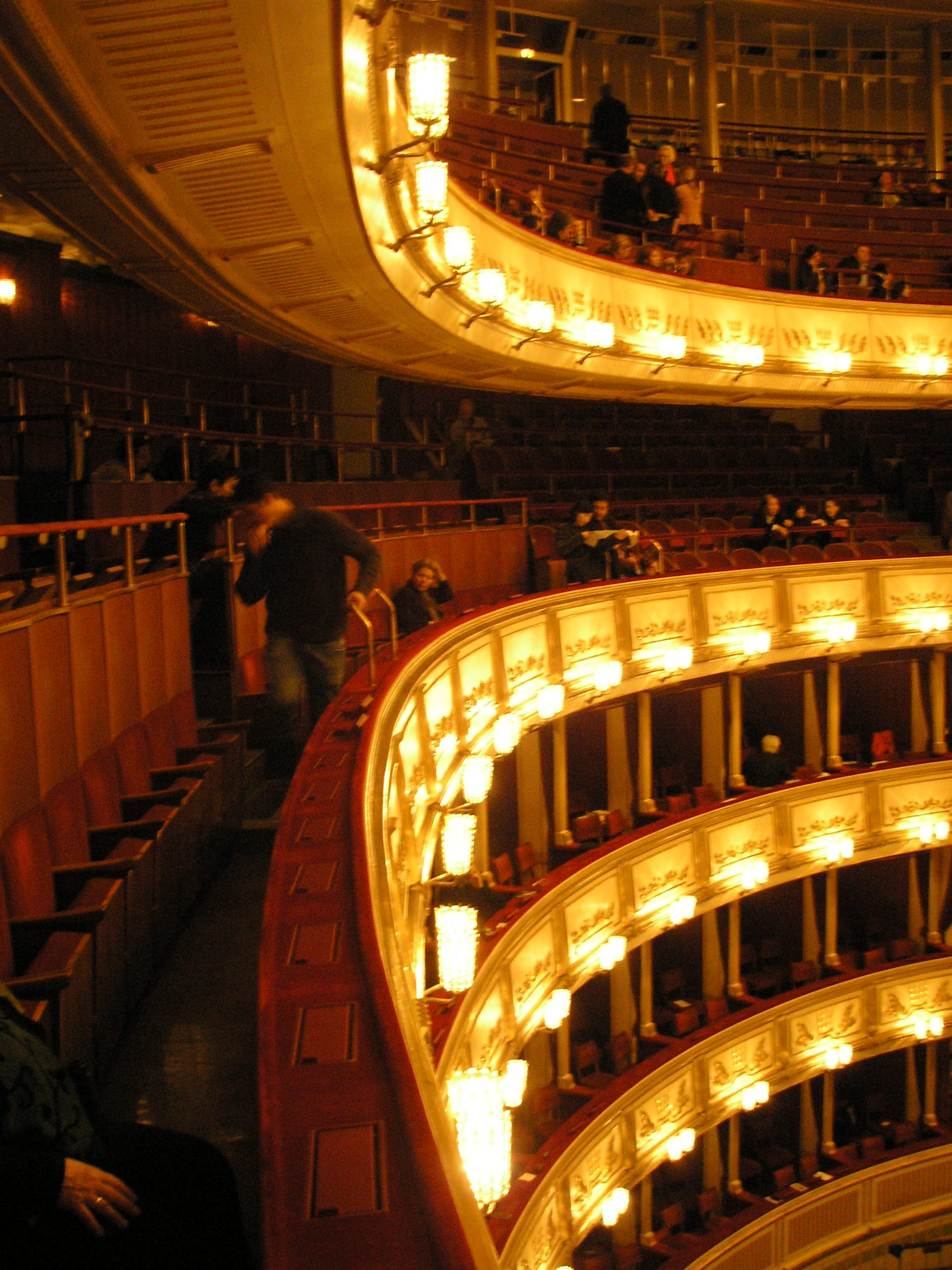
Un balcon.